# Castor 30XL
Castor 30XL é a designação de um estágio de foguete estadunidense fabricado pela ATK e usado como estágio superior no foguete Antares.

## Características
O Castor 30XL é um estágio superior de grande porte que foi projetado e construído pela ATK dentro de um período de dois anos, com seis unidades de produção a fim de aumentar o poder de empuxo do foguete Antares, um veículo de lançamento da Orbital Sciences Corporation.